# Cameron Monaghan
Cameron Riley Monaghan, född den 16 augusti 1993 i Santa Monica, Kalifornien, är en amerikansk skådespelare och modell. Han är känd som Ian Gallagher i TV-serien Shameless, men också som Jerome och Jeremiah Valeska, två karaktärer som anspelar på Batmans ärkefiende Jokern, i Gotham av Fox Broadcasting Company.

Cameron har också spelat rollen som Cal Kestis  i Tv-Spelet Star wars: Jedi Fallen Order. 